# 30307 Marcelriesz
30307 Marcelriesz è un asteroide della fascia principale. Scoperto nel 2000, presenta un'orbita caratterizzata da un semiasse maggiore pari a 3,0297143 UA e da un'eccentricità di 0,0263592, inclinata di 9,87587° rispetto all'eclittica.